# Hieracium acrifoliiforme
Hieracium acrifoliiforme es una especie de planta con flor del género Hieracium, de la familia Asteraceae, orden Asterales.

## Distribución
Hieracium acrifoliiforme se distribuye por Suecia.

## Taxonomía
Fue descrita científicamente por Karl Johansson. Fue publicada en Ark. Bot. 22A(12): 5 (1929).